# 안시성 (영화)
《안시성》은 2018년에 개봉한 대한민국의 영화이다.

## 개요
성주 양만춘과 고구려군이 안시성을 함락시키려는 당태종 20만 대군의 침략에 안시성군사 5천이 맞서 싸운 동아시아 역사상 최고의 승리로 기록된 88일간의 안시성 전투를 그려낸 초대형 전쟁 블록버스터.
거의 마지막 부분에 당 태종이 멀리서 날아온 활에 눈을 맞는 장면이 하이라이트이다.

## 캐스팅

### 주연
- 조인성 : 양만춘 역 - 안시성 성주
- 남주혁 : 사물 역 - 태학도 수장
- 박성웅 : 당태종 이세민 역 - 본작의 메인 빌런이자 최종 보스.

### 조연
- 배성우 : 추수지 역 - 안시성 부관
- 엄태구 : 파소 역 - 기마부대장
- 김설현 : 백하 역 - 양만춘의 여동생이자 백하부대장
- 박병은 : 풍 역 - 환도수장
- 오대환 : 활보 역 - 부월수장
- 정은채 : 시미 역 - 고구려 신녀
- 유오성 : 연개소문 역
- 장광 : 소별도리 역
- 성동일 : 우대 역
- 여회현 : 마로 역
- 정지훈 : 다우 역
- 정인겸 : 방연 역 - 본작의 중간 보스 1.
- 김욱 : 눌함 역 - 사물의 친구
- 손영순 : 우대 모 역
- 윤영균 : 막덕 역
- 주석태 : 고혜진 역 - 주필산의 패전한 고구려 항장
- 박인수 : 이적 역 - 이세적. 당나라장수
- 이상홍 : 이도종 역 - 본작의 중간 보스 3. 당나라장수. 토산의 책임자
- 장남부 : 장손무기 역 - 본작의 중간 보스 2. 당나라장수
- 김길동 : 아사나사이 역 - 본작의 중간 보스 5. 당나라장수. 당군 휘하 돌궐 기병대
- 신유람 : 설인귀 역 - 본작의 중간 보스 4. 당나라장수. 당군 휘하 거란 기병대

### 우정출연
- 스테파니 리 : 달래 역 - 백하의 후임
- 방극현 : 고연수 역 - 주필산의 패전한 고구려 항장

## 수상
- 2018년 제6회 BIFF 마리끌레르 아시아스타어워즈라이징 스타상 - 남주혁
- 2018년 제38회 한국영화평론가협회상 신인남우상 - 남주혁
- 2018년 제38회 한국영화평론가협회상 영평 11선
- 2018년 제2회 더 서울어워즈 영화부문 남우신인상 - 남주혁
- 2018년 제39회 청룡영화상 신인남우상 - 남주혁
- 2018년 제5회 한국영화제작가협회상 남우조연상 - 배성우
- 2019년 제10회 올해의 영화상 신인남우상 - 남주혁

## 같이 보기
- 2018년 대한민국의 영화 목록
- 전쟁 영화 목록